# تشویق ایستاده

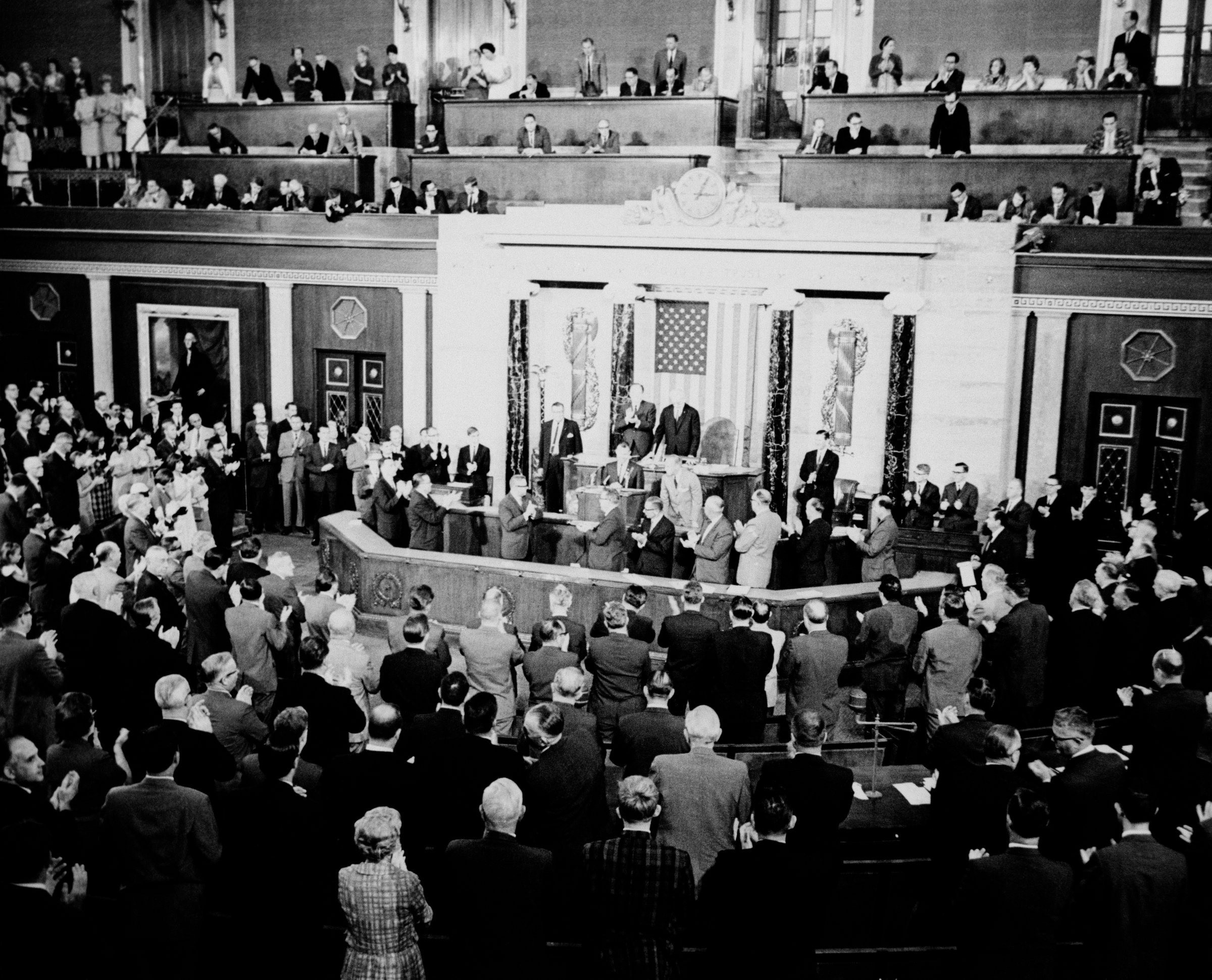
گوردون کوپر و پیت کنراد، فضانوردان جمینای ۵، در طی سفر خود به مجلس نمایندگان ایالات متحده مورد تشویق ایستادهٔ حضار قرار گرفتند.

تشویق ایستاده شکلی از تشویق است که در آن جمعی که مخاطب یک فرد یا گروه (نظیر یک سخنران یا نوازنده یا گروه موسیقی) هستند پس از اجرای فوق العادهٔ وی از سر تحسین از حالت نشسته به حالت ایستاده درآمده و او را تشویق می‌کنند. در رم باستان فرماندهان نظامی که از جنگ بازمی‌گشتند (مانند مارکوس لیسیینیوس کراسوس پس از شکستش اسپارتاکوس) و پیروزی‌هایش کاملاً شرایط یک تریومف را نداشتند اما هنوز شایسته تقدیر بودند، مورد تشویق قرار می‌گرفتند. به این تشویق در انگلیسی «اُوِیشن» (به انگلیسی: ovation) گفته می‌شود که از واژهٔ لاتین اُوو (ovo) به معنای «من خوشحالم» است. در زبان انگلیسی از حدود ۱۸۳۱ م. به بعد این واژه برای تشویق کردن طولانی به کار رفته‌است.
تشویق شدن ایستاده یک افتخار ویژه محسوب می‌شود. این نوع تشویق اغلب در زمان ورود یا خروج یک سخنران یا خواننده صورت می‌گیرد، و گاهی حضار تا زمانی که شخص مذکور سخنرانی را آغاز یا صحنه را ترک کند به کف زدن ادامه می‌دهند.